# Pointis-de-Rivière
Pointis-de-Rivière est une commune française située dans l'ouest du département de la Haute-Garonne, en région Occitanie.
Sur le plan historique et culturel, la commune est dans le pays de Comminges, correspondant à l’ancien comté de Comminges, circonscription de la province de Gascogne située sur les départements actuels du Gers, de la Haute-Garonne, des Hautes-Pyrénées et de l'Ariège. Exposée à un climat océanique altéré, elle est drainée par la Garonne, Canal de Camon et par divers autres petits cours d'eau. La commune possède un patrimoine naturel remarquable : un site Natura 2000 (« Garonne, Ariège, Hers, Salat, Pique et Neste »), un espace protégé (« la Garonne, l'Ariège, l'Hers Vif et le Salat ») et deux zones naturelles d'intérêt écologique, faunistique et floristique.
Pointis-de-Rivière est une commune rurale qui compte 835 habitants en 2022. Elle fait partie de l'aire d'attraction de Saint-Gaudens. Ses habitants sont appelés les Pointins ou  Pointines.

## Géographie

### Localisation
La commune de Pointis-de-Rivière se trouve dans le département de la Haute-Garonne, en région Occitanie.
Elle se situe à 88 km à vol d'oiseau de Toulouse, préfecture du département, à 9 km de Saint-Gaudens, sous-préfecture, et à 33 km de Bagnères-de-Luchon, bureau centralisateur du canton de Bagnères-de-Luchon dont dépend la commune depuis 2015 pour les élections départementales.
La commune fait en outre partie du bassin de vie de Montréjeau.
Les communes les plus proches sont : 
Clarac (1,3 km), Ausson (1,9 km), Huos (2,0 km), Martres-de-Rivière (2,1 km), Bordes-de-Rivière (2,5 km), Ardiège (2,8 km), Cier-de-Rivière (3,0 km), Ponlat-Taillebourg (3,1 km).
Sur le plan historique et culturel, Pointis-de-Rivière fait partie du pays de Comminges, correspondant à l’ancien comté de Comminges, circonscription de la province de Gascogne située sur les départements actuels du Gers, de la Haute-Garonne, des Hautes-Pyrénées et de l'Ariège.
Pointis-de-Rivière est limitrophe de neuf autres communes.
Les communes limitrophes sont  Ardiège, Ausson, Bordes-de-Rivière, Cier-de-Rivière, Clarac, Huos, Labarthe-Rivière, Martres-de-Rivière et Ponlat-Taillebourg.

### Géologie et relief
La superficie de la commune est de 658 hectares ; son altitude varie de 379  à   422 mètres,.
Le 20 décembre 2020 vers 7h05, un séisme de magnitude 2,4 sur l'échelle de Richter a secoué les communes de Pointis-de-Rivière, Payssous et Saint-Pé-d'Ardet. L'épicentre se trouvait à environ 9 kilomètres au sud de Montréjeau, à 4 km de profondeur.

### Hydrographie
La commune est longée dans sa partie nord par la Garonne qui lui sert de frontière naturelle avec les communes de Bordes-de-Rivière, Clarac et Ausson.
La barrage d'Ausson sur la Garonne dévie un canal servant à faire fonctionner la centrale hydroélectrique de Pointis-de-Rivière.

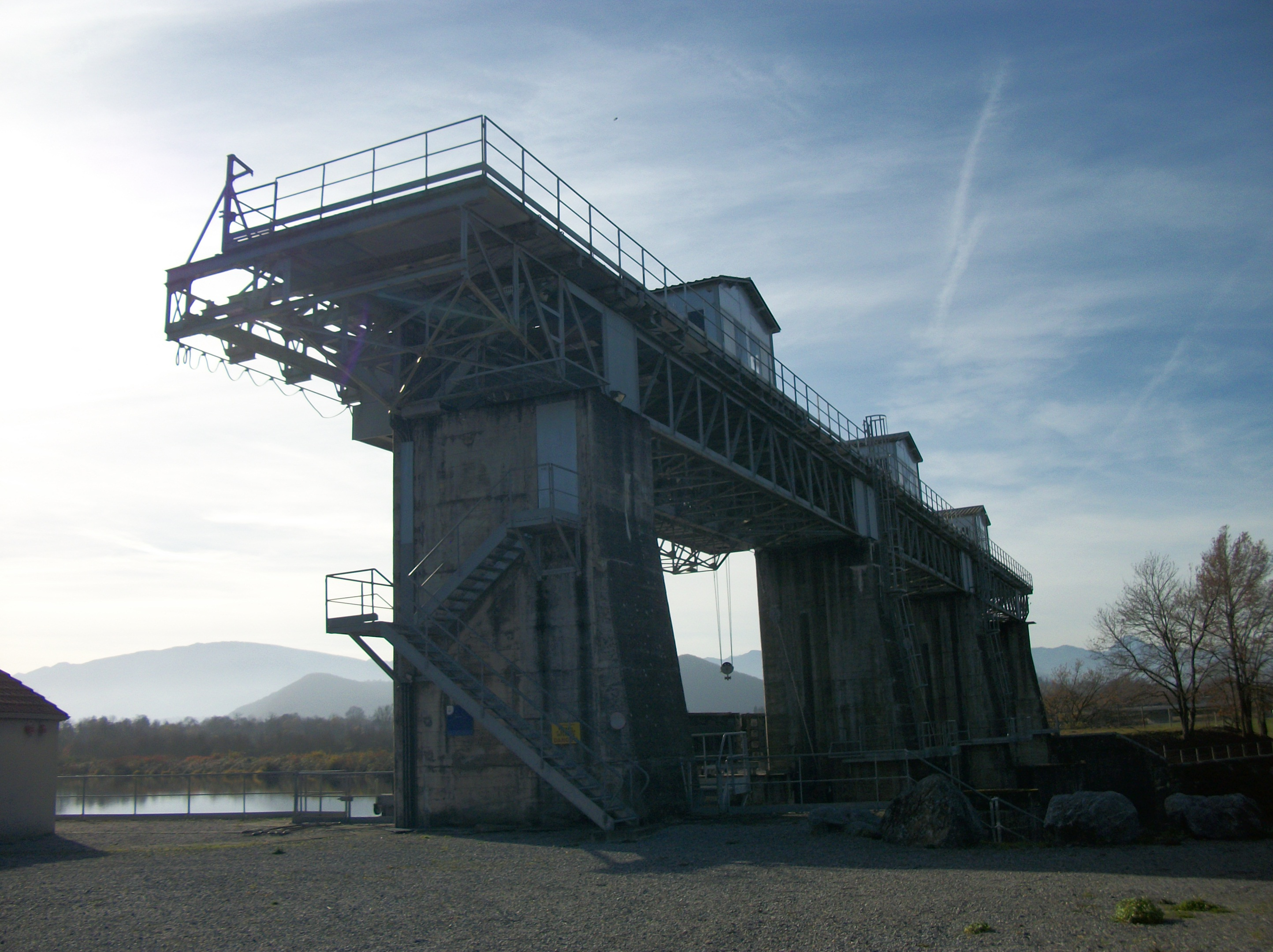
Barrage d'Ausson, vue vers le sud-ouest depuis Pointis-de-Rivière.
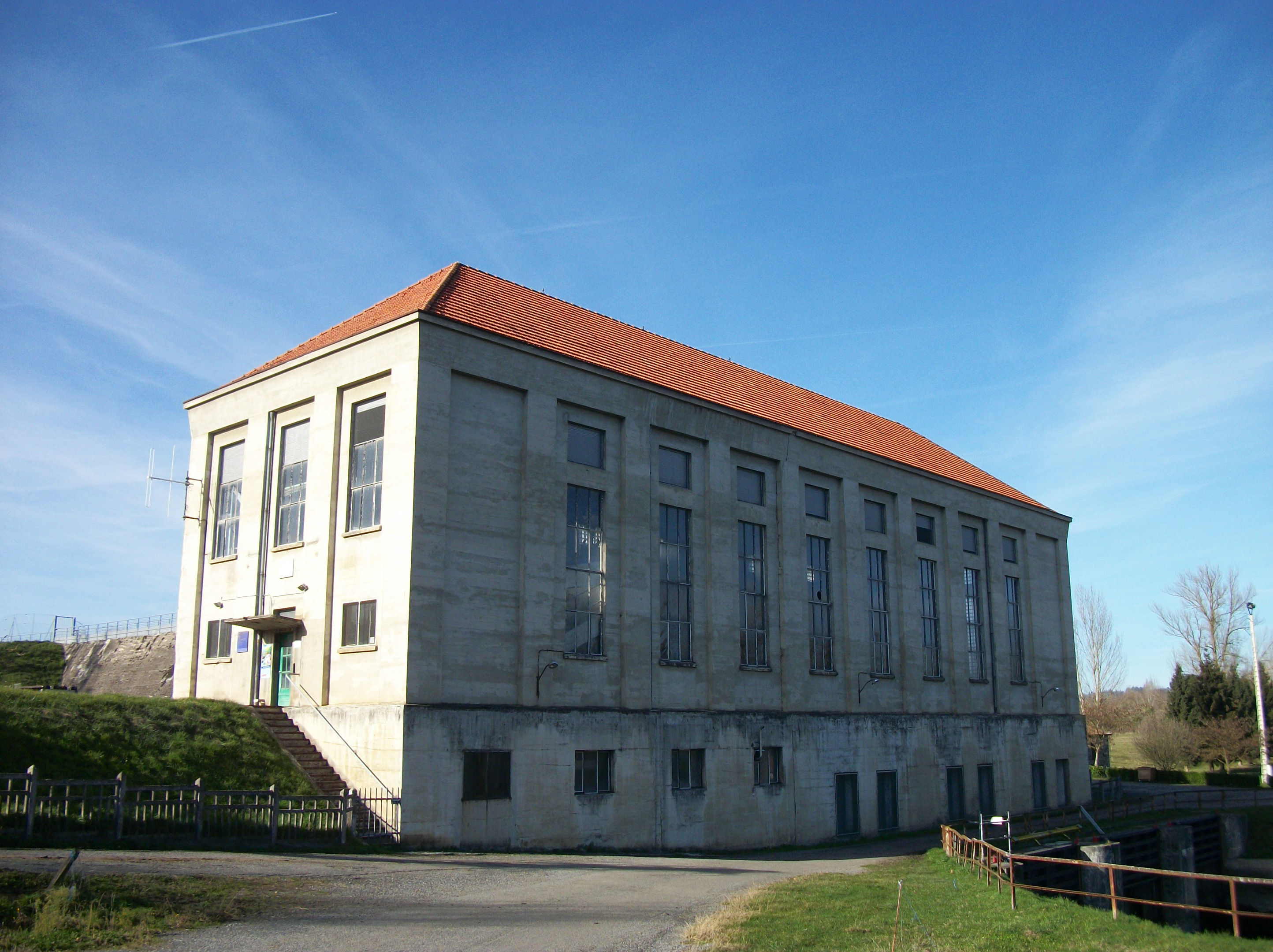
Centrale hydroélectrique.

En aval du barrage d'Ausson se trouve un second barrage sur la Garonne. Reliant les communes de Clarac et de Pointis-de-Rivière, il dévie un canal de plusieurs kilomètres servant à faire fonctionner la centrale hydroélectrique de Valentine.

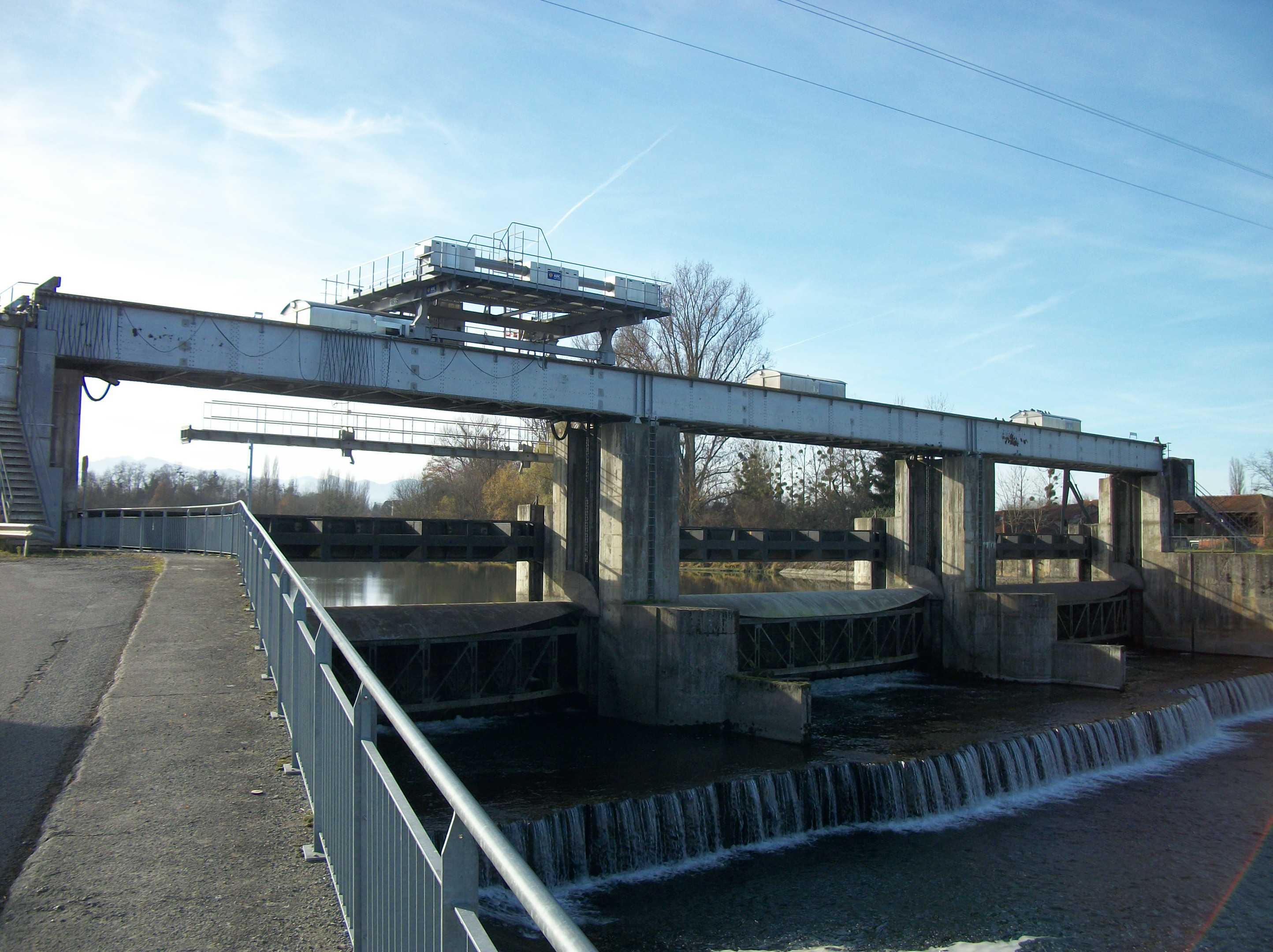
Barrage de Clarac et Pointis-de-Rivière.
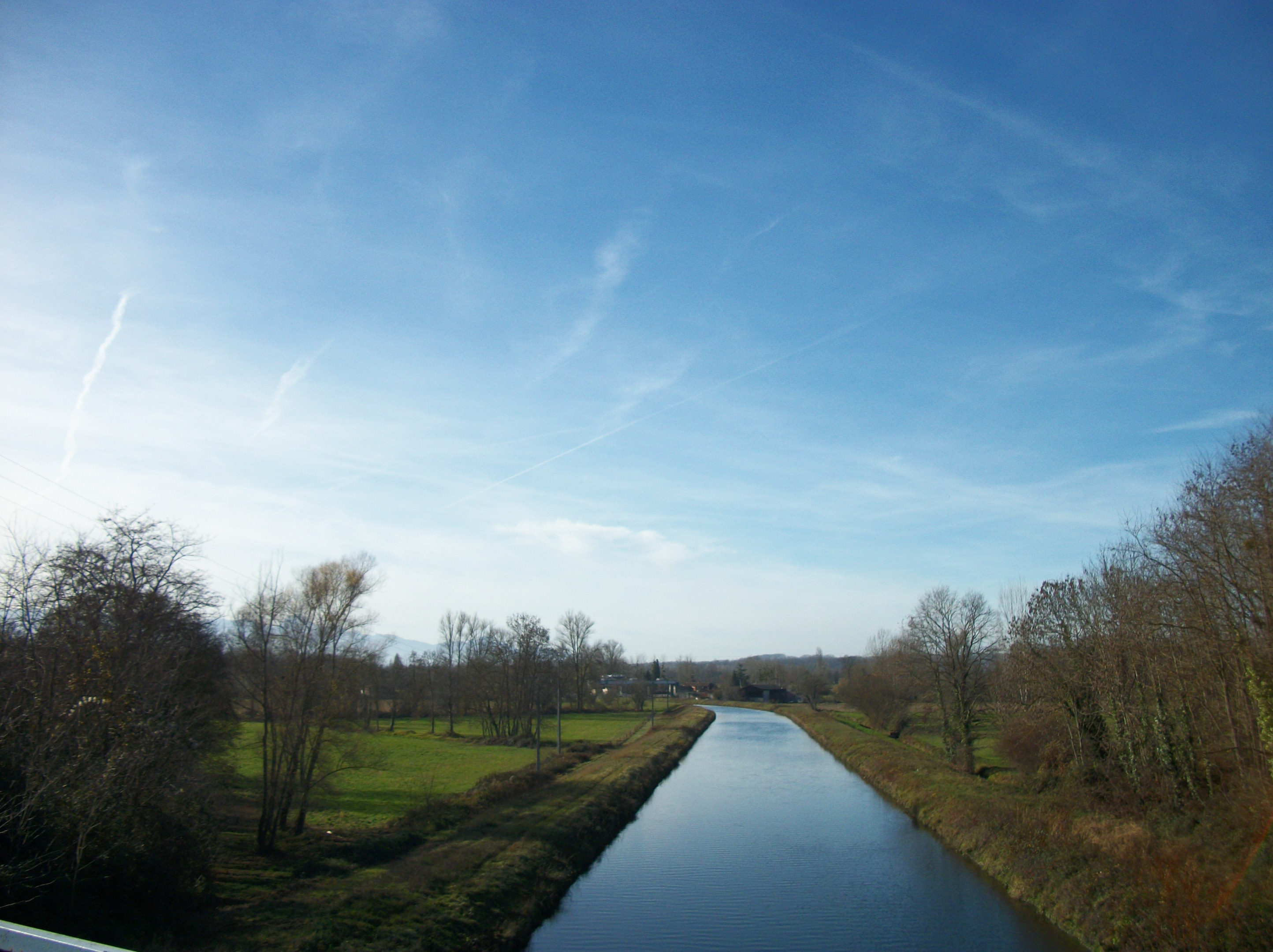
Canal dévié à partir du barrage de Clarac et de Pointis-de-Rivière.
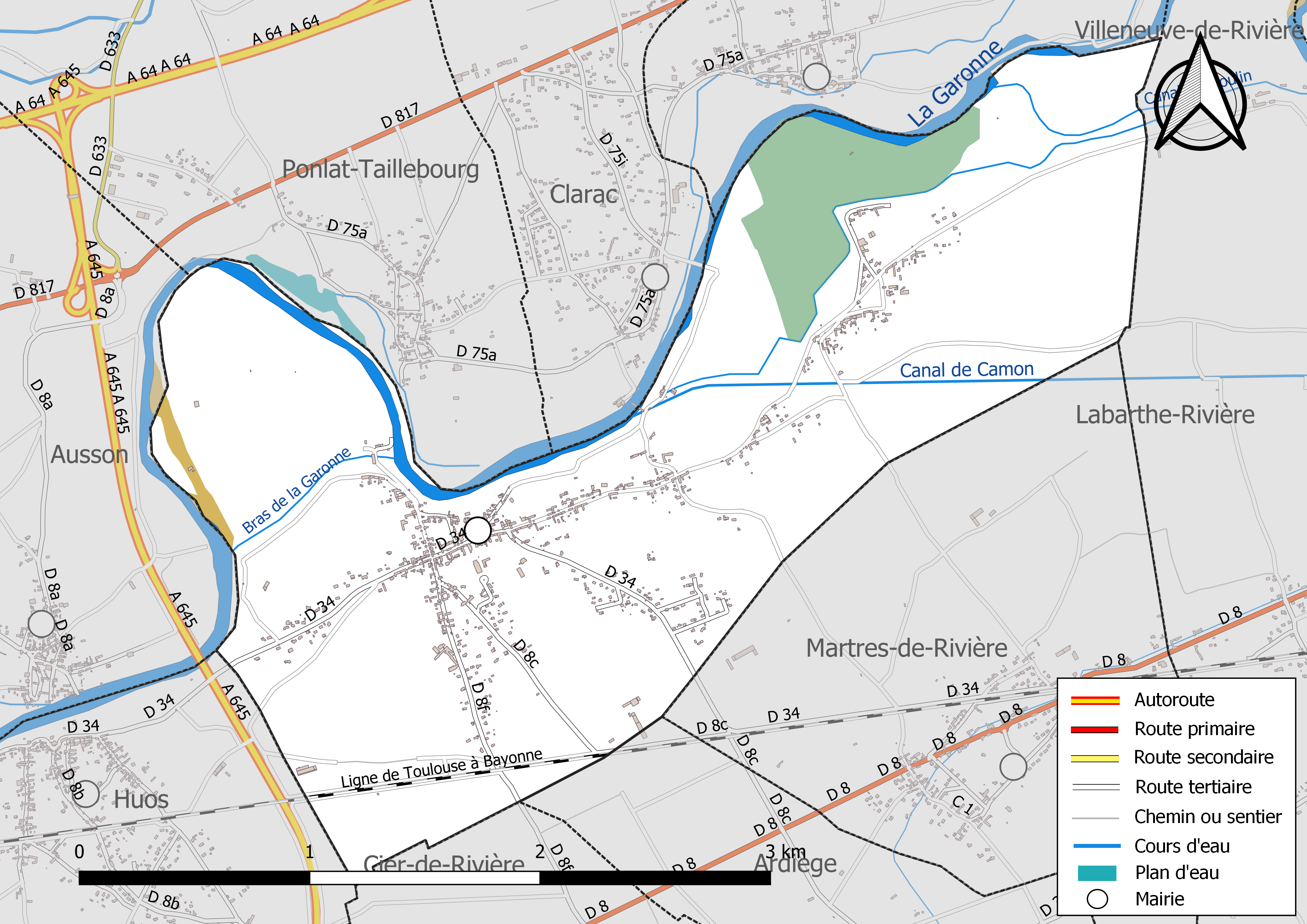
Réseaux hydrographique et routier de Pointis-de-Rivière.

### Climat
Pour des articles plus généraux, voir Climat de l'Occitanie et Climat de la Haute-Garonne.
En 2010, le climat de la commune est de type climat océanique altéré, selon une étude s'appuyant sur une série de données couvrant la période 1971-2000. En 2020, Météo-France publie une typologie des climats de la France métropolitaine dans laquelle la commune est exposée à un climat de montagne ou de marges de montagne et est dans la région climatique Pyrénées centrales, caractérisée par une pluviométrie annuelle de 1 000 à 1 200 mm.
Pour la période 1971-2000, la température annuelle moyenne est de 11,8 °C, avec une amplitude thermique annuelle de 14,6 °C. Le cumul annuel moyen de précipitations est de 814 mm, avec 8,6 jours de précipitations en janvier et 6,7 jours en juillet. Pour la période 1991-2020, la température moyenne annuelle observée sur la station météorologique la plus proche, située sur la commune de Clarac à 1 km à vol d'oiseau, est de 12,5 °C et le cumul annuel moyen de précipitations est de 804,9 mm,. Pour l'avenir, les paramètres climatiques de la commune estimés pour 2050 selon différents scénarios d'émission de gaz à effet de serre sont consultables sur un site dédié publié par Météo-France en novembre 2022.

### Milieux naturels et biodiversité

#### Espaces protégés
La protection réglementaire est le mode d’intervention le plus fort pour préserver des espaces naturels remarquables et leur biodiversité associée,.
Un  espace protégé est présent sur la commune : 
« la Garonne, l'Ariège, l'Hers Vif et le Salat », objet d'un arrêté de protection de biotope, d'une superficie de 1 658,7 ha.

#### Réseau Natura 2000

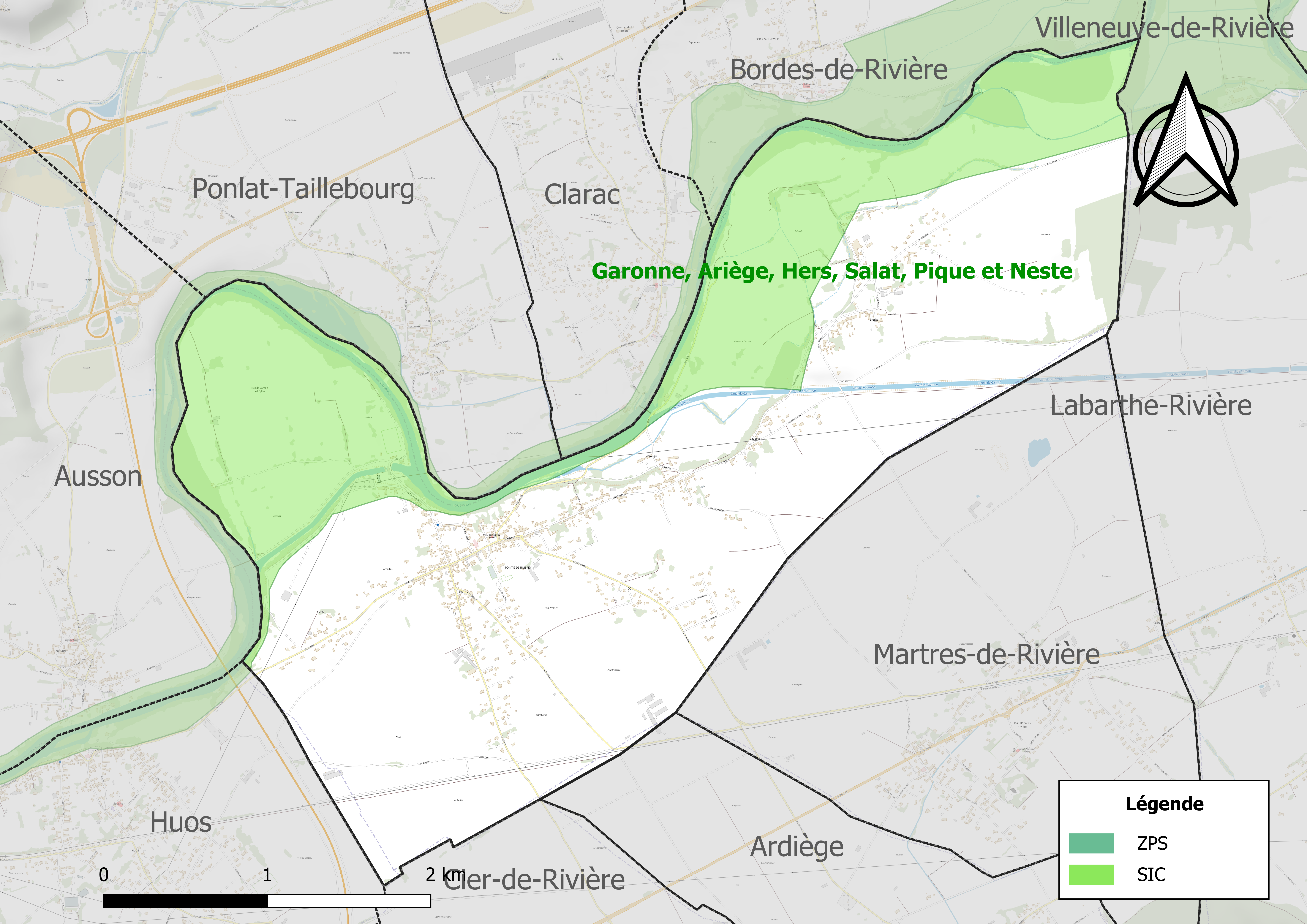
Site Natura 2000 sur le territoire communal.

Le réseau Natura 2000 est un réseau écologique européen de sites naturels d'intérêt écologique élaboré à partir des directives habitats et oiseaux, constitué de zones spéciales de conservation (ZSC) et de zones de protection spéciale (ZPS).
Un site Natura 2000 a été défini sur la commune au titre de la directive habitats : « Garonne, Ariège, Hers, Salat, Pique et Neste », d'une superficie de 9 581 ha, un réseau hydrographique pour les poissons migrateurs (zones de frayères actives et potentielles importantes pour le Saumon en particulier qui fait l'objet d'alevinages réguliers et dont des adultes atteignent déjà Foix sur l'Ariège.

#### Zones naturelles d'intérêt écologique, faunistique et floristique

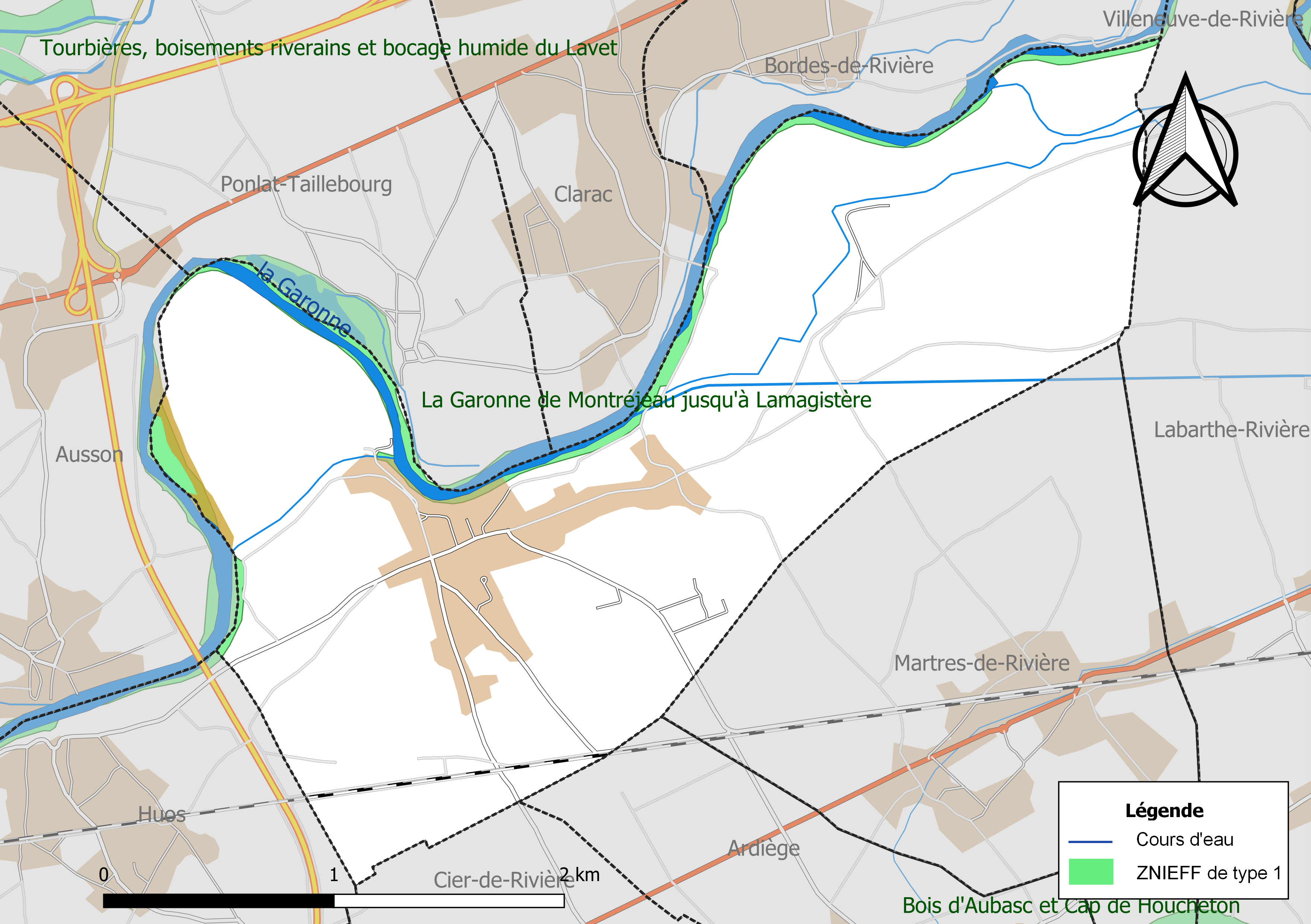
Carte de la ZNIEFF de type 1 localisée sur la commune.

L’inventaire des zones naturelles d'intérêt écologique, faunistique et floristique (ZNIEFF) a pour objectif de réaliser une couverture des zones les plus intéressantes sur le plan écologique, essentiellement dans la perspective d’améliorer la connaissance du patrimoine naturel national et de fournir aux différents décideurs un outil d’aide à la prise en compte de l’environnement dans l’aménagement du territoire.
Une ZNIEFF de type 1 est recensée sur la commune :
« la Garonne de Montréjeau jusqu'à Lamagistère » (5 075 ha), couvrant 92 communes dont 63 dans la Haute-Garonne, trois dans le Lot-et-Garonne et 26 dans le Tarn-et-Garonne et une ZNIEFF de type 2, : 
« la Garonne et milieux riverains, en aval de Montréjeau » (6 874 ha), couvrant 93 communes dont 64 dans la Haute-Garonne, trois dans le Lot-et-Garonne et 26 dans le Tarn-et-Garonne.

## Urbanisme

### Typologie
Au 1er janvier 2024, Pointis-de-Rivière est catégorisée commune rurale à habitat dispersé, selon la nouvelle grille communale de densité à sept niveaux définie par l'Insee en 2022.
Elle est située hors unité urbaine. Par ailleurs la commune fait partie de l'aire d'attraction de Saint-Gaudens, dont elle est une commune de la couronne,. Cette aire, qui regroupe 85 communes, est catégorisée dans les aires de moins de 50 000 habitants,.

### Occupation des sols
L'occupation des sols de la commune, telle qu'elle ressort de la base de données européenne d’occupation biophysique des sols Corine Land Cover (CLC), est marquée par l'importance des territoires agricoles (89,3 % en 2018), en diminution par rapport à 1990 (90,6 %). La répartition détaillée en 2018 est la suivante : 
prairies (35,4 %), zones agricoles hétérogènes (28,8 %), terres arables (25,1 %), zones urbanisées (8,1 %), forêts (2,6 %). L'évolution de l’occupation des sols de la commune et de ses infrastructures peut être observée sur les différentes représentations cartographiques du territoire : la carte de Cassini (XVIIIe siècle), la carte d'état-major (1820-1866) et les cartes ou photos aériennes de l'IGN pour la période actuelle (1950 à aujourd'hui).

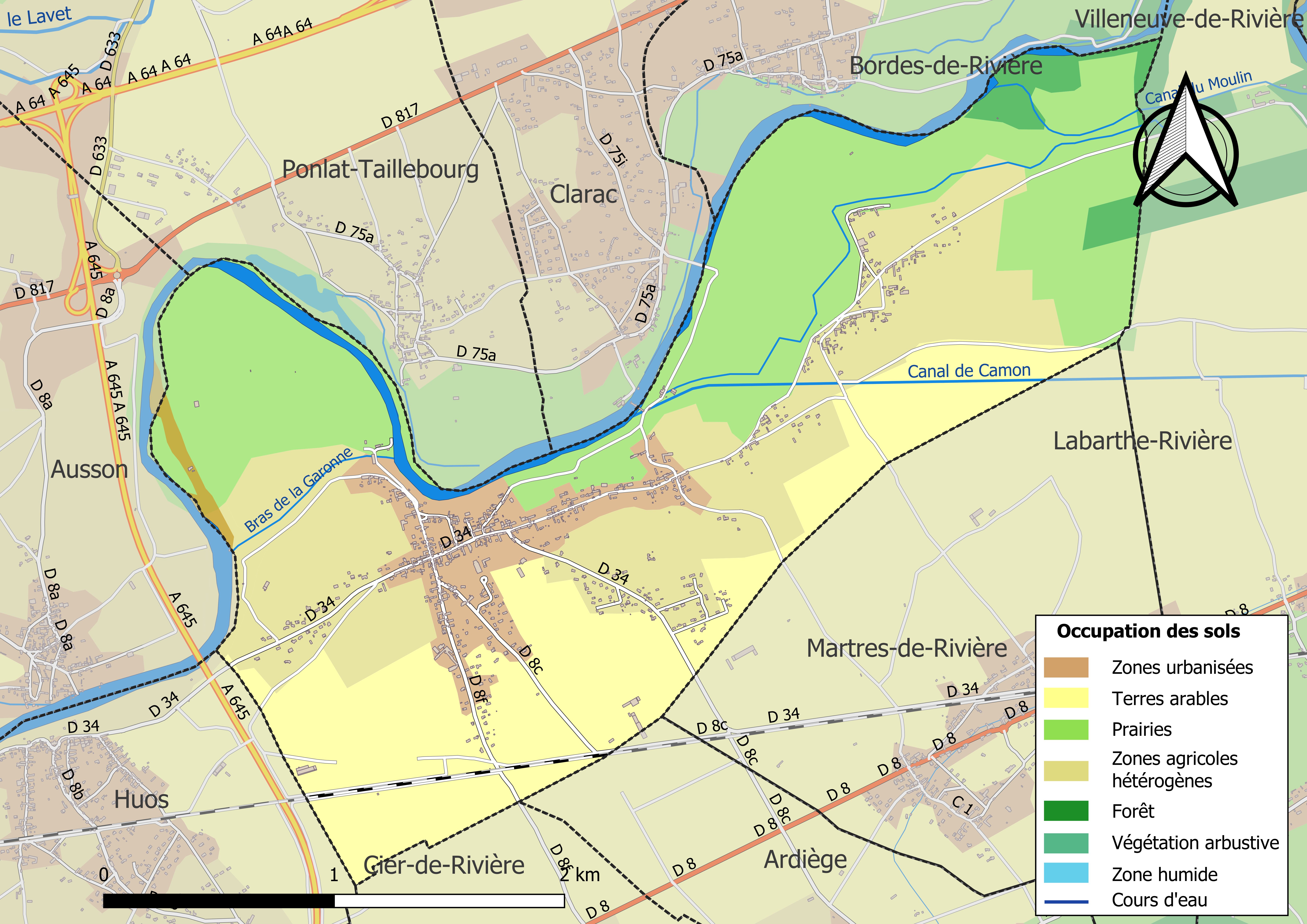
Carte des infrastructures et de l'occupation des sols de la commune en 2018 (CLC).

### Voies de communication et transports
Accès en voiture par l'autoroute A64 sortie no 18 (« Saint-Gaudens ») ou sortie no 17 (Échangeur entre A64 et A645 « Luchon / Montréjeau »).
Le village est desservi par les cars du réseau Arc-en-ciel.
La gare la plus proche est la gare de Saint-Gaudens.

### Risques majeurs
Le territoire de la commune de Pointis-de-Rivière est vulnérable à différents aléas naturels : météorologiques (tempête, orage, neige, grand froid, canicule ou sécheresse), inondations et séisme (sismicité modérée). Il est également exposé à un risque technologique, la rupture d'un barrage, et à un risque particulier : le risque de radon. Un site publié par le BRGM permet d'évaluer simplement et rapidement les risques d'un bien localisé soit par son adresse soit par le numéro de sa parcelle.

#### Risques naturels
Certaines parties du territoire communal sont susceptibles d’être affectées par le risque d’inondation par débordement de cours d'eau, notamment la Garonne. La commune a été reconnue en état de catastrophe naturelle au titre des dommages causés par les inondations et coulées de boue survenues en 1982, 1999, 2000, 2009 et 2013,.

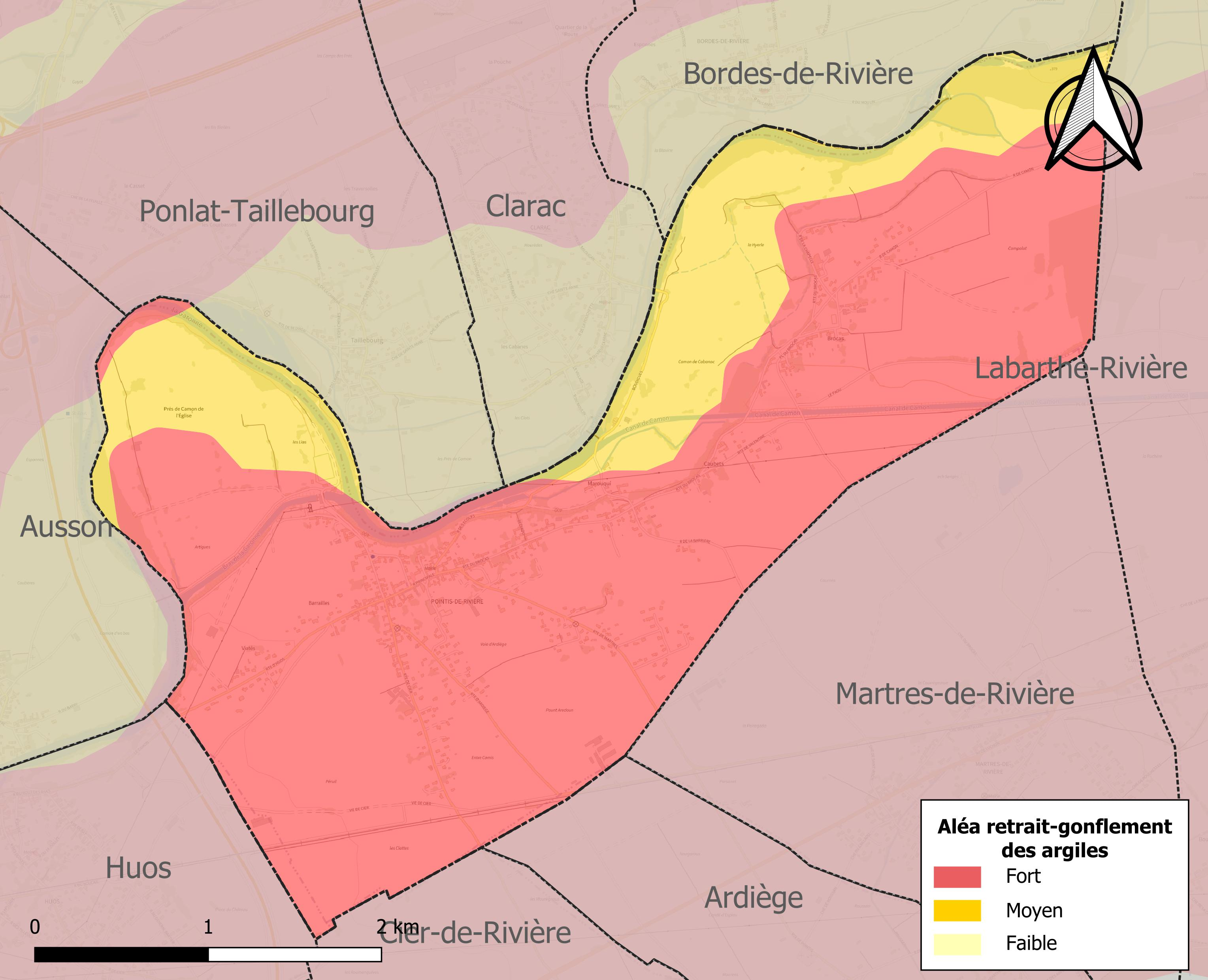
Carte des zones d'aléa retrait-gonflement des sols argileux de Pointis-de-Rivière.

Le retrait-gonflement des sols argileux est susceptible d'engendrer des dommages importants aux bâtiments en cas d’alternance de périodes de sécheresse et de pluie. La totalité de la commune est en aléa moyen ou fort (88,8 % au niveau départemental et 48,5 % au niveau national). Sur les 360 bâtiments dénombrés sur la commune en 2019, 360 sont en aléa moyen ou fort, soit 100 %, à comparer aux 98 % au niveau départemental et 54 % au niveau national. Une cartographie de l'exposition du territoire national au retrait gonflement des sols argileux est disponible sur le site du BRGM,.
Par ailleurs, afin de mieux appréhender le risque d’affaissement de terrain, l'inventaire national des cavités souterraines permet de localiser celles situées sur la commune.
Concernant les mouvements de terrains, la commune a été reconnue en état de catastrophe naturelle au titre des dommages causés par la sécheresse en 1989 et 2003 et par des mouvements de terrain en 1999 et 2013.

#### Risques technologiques
La commune est en outre située en aval des barrages du Portillon, de Cap de Long (Hautes-Pyrénées) et de l'Oule (Hautes-Pyrénées). À ce titre elle est susceptible d’être touchée par l’onde de submersion consécutive à la rupture d'un de ces ouvrages.

#### Risque particulier
Dans plusieurs parties du territoire national, le radon, accumulé dans certains logements ou autres locaux, peut constituer une source significative d’exposition de la population aux rayonnements ionisants. Certaines communes du département sont concernées par le risque radon à un niveau plus ou moins élevé. Selon la classification de 2018, la commune de Pointis-de-Rivière est classée en zone 2, à savoir zone à potentiel radon faible mais sur lesquelles des facteurs géologiques particuliers peuvent faciliter le transfert du radon vers les bâtiments.

## Histoire
Jusqu'à la Révolution, la paroisse de Pointis-de-Rivière formait, avec celles de Huos, Martres-de-Rivière et de Cier-de-Rivière, l'une des enclaves languedociennes du « Petit-Comminges », l'un des 24 diocèses civils des États du Languedoc. Les paroisses voisines faisaient partie, elles, du comté du Comminges qui dépendait de la Gascogne.

### Héraldique
| Pointis-de-Rivière | Son blasonnement est : Tiercé en barre d'argent, d'azur et d'or. |

## Politique et administration

### Administration municipale
Le nombre d'habitants au recensement de 2011 étant compris entre 500 et 1 499 habitants, le nombre de membres du conseil municipal pour l'élection de 2014 est de quinze,.

### Rattachements administratifs et électoraux
Commune faisant partie de la huitième circonscription de la Haute-Garonne, de la communauté de communes du Haut Comminges et du canton de Bagnères-de-Luchon (avant le redécoupage départemental de 2014, Pointis-de-Rivière faisait partie de l'ex-canton de Barbazan).

### Liste des maires
| Période                                  | Période        | Identité          | Étiquette | Qualité |
| ---------------------------------------- | -------------- | ----------------- | --------- | --- |
| avant 1981                               | ?              | Jean-Pierre Molle | DVG       | |
| mars 2001                                | 3 juillet 2020 | Alain Castel      | PS        | Fonctionnaire Président de la Communauté de communes du Haut Comminges (2008-2016) Président de la Communauté de communes des Pyrénées Haut-Garonnaises (2017-2020) |
| 3 juillet 2020                           | En cours       | Patrick Bistolfi  |           | |
| Les données manquantes sont à compléter. |                |                   |           | |

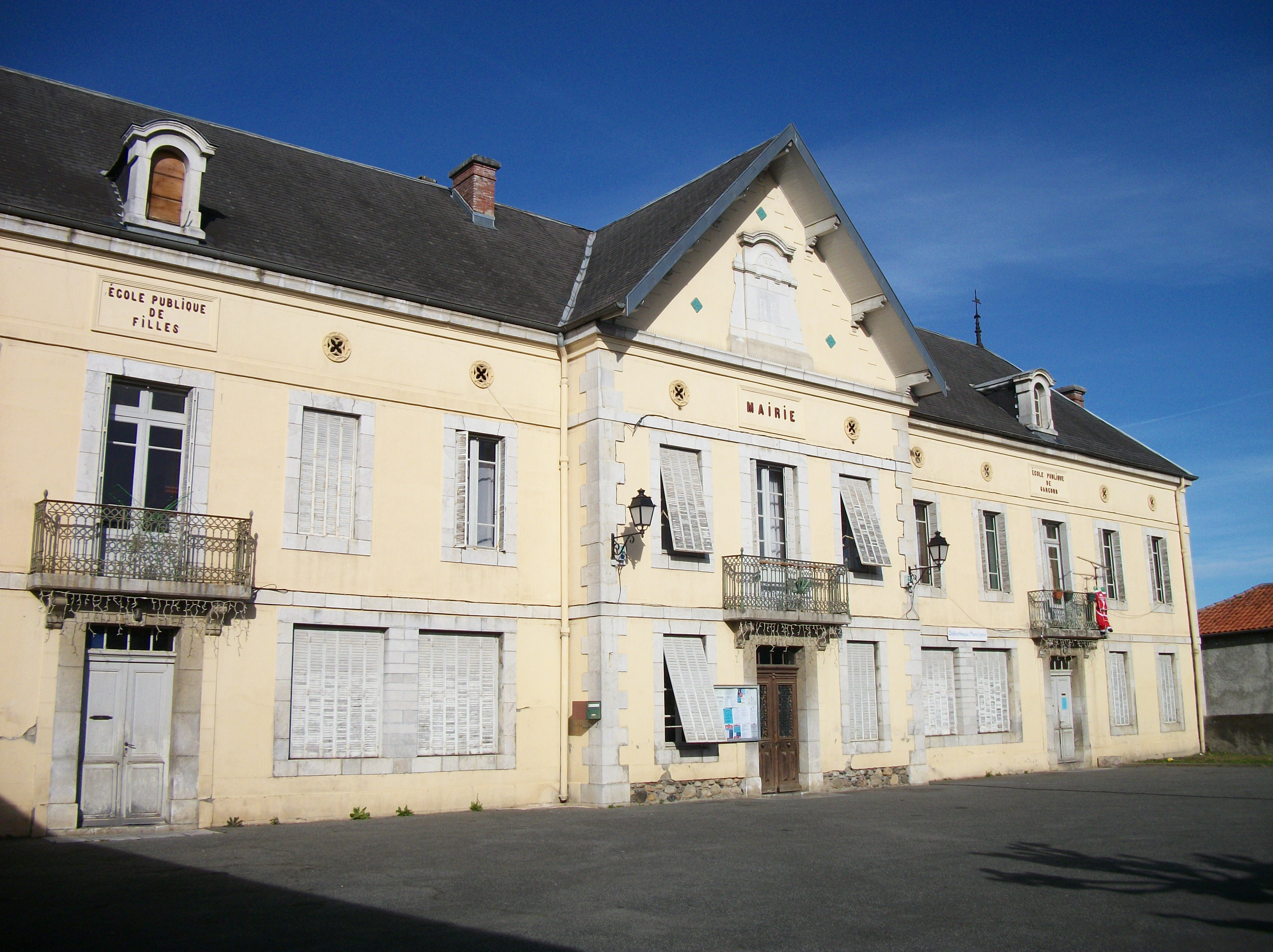
Mairie. À gauche, l'ancienne école publique de filles ; à droite, l'ancienne école publique de garçons devenue bibliothèque municipale.

## Population et société

### Démographie
L'évolution du nombre d'habitants est connue à travers les recensements de la population effectués dans la commune depuis 1793. Pour les communes de moins de 10 000 habitants, une enquête de recensement portant sur toute la population est réalisée tous les cinq ans, les populations de référence des années intermédiaires étant quant à elles estimées par interpolation ou extrapolation. Pour la commune, le premier recensement exhaustif entrant dans le cadre du nouveau dispositif a été réalisé en 2007.

En 2022, la commune comptait 835 habitants, en évolution de −1,07 % par rapport à 2016 (Haute-Garonne : +8,02 %, France hors Mayotte : +2,11 %).
| 1793 | 1800 | 1806 | 1821 | 1831  | 1836  | 1841  | 1846  | 1851  |
| ---- | ---- | ---- | ---- | ----- | ----- | ----- | ----- | ----- |
| 788  | 748  | 809  | 978  | 1 035 | 1 123 | 1 172 | 1 201 | 1 222 |

| 1856  | 1861  | 1866  | 1872 | 1876 | 1881 | 1886 | 1891 | 1896 |
| ----- | ----- | ----- | ---- | ---- | ---- | ---- | ---- | ---- |
| 1 080 | 1 044 | 1 026 | 978  | 949  | 925  | 888  | 865  | 849  |

| 1901 | 1906 | 1911 | 1921 | 1926 | 1931 | 1936 | 1946 | 1954 |
| ---- | ---- | ---- | ---- | ---- | ---- | ---- | ---- | ---- |
| 780  | 731  | 685  | 596  | 568  | 651  | 584  | 530  | 607  |

| 1962 | 1968 | 1975 | 1982 | 1990 | 1999 | 2006 | 2007 | 2012 |
| ---- | ---- | ---- | ---- | ---- | ---- | ---- | ---- | ---- |
| 543  | 702  | 691  | 686  | 740  | 792  | 836  | 843  | 851  |

| 2017 | 2022 | - | - | - | - | - | - | - |
| ---- | ---- | - | - | - | - | - | - | - |
| 840  | 835  | - | - | - | - | - | - | - |

| selon la population municipale des années : | 1968 | 1975 | 1982 | 1990 | 1999 | 2006 | 2009 | 2013 |
| Rang de la commune dans le département      | 93   | 122  | 144  | 156  | 167  | 174  | 177  | 184  |
| Nombre de communes du département           | 592  | 582  | 586  | 588  | 588  | 588  | 589  | 589  |

### Enseignement
Pointis-de-Rivière fait partie de l'académie de Toulouse.
L'éducation est assurée par un groupe scolaire maternelle et primaire.

### Activités sportives
Basket-ball, chasse, pétanque, tennis de table,

## Économie

### Revenus
En 2018  (données Insee publiées en septembre 2021), la commune compte 315 ménages fiscaux, regroupant 771 personnes. La médiane du revenu disponible par unité de consommation est de 20 990 € (23 140 € dans le département).

### Emploi
|                | 2008  | 2013  | 2018  |
| -------------- | ----- | ----- | ----- |
| Commune        | 5,7 % | 9 %   | 8,2 % |
| Département    | 7,7 % | 9,6 % | 9,3 % |
| France entière | 8,3 % | 10 %  | 10 %  |

En 2018, la population âgée de 15 à 64 ans s'élève à 481 personnes, parmi lesquelles on compte 77,3 % d'actifs (69,1 % ayant un emploi et 8,2 % de chômeurs) et 22,7 % d'inactifs,. Depuis 2008, le taux de chômage communal (au sens du recensement) des 15-64 ans est inférieur à celui de la France et du département.
La commune fait partie de la couronne de l'aire d'attraction de Saint-Gaudens, du fait qu'au moins 15 % des actifs travaillent dans le pôle,. Elle compte 115 emplois en 2018, contre 115 en 2013 et 141 en 2008. Le nombre d'actifs ayant un emploi résidant dans la commune est de 335, soit un indicateur de concentration d'emploi de 34,4 % et un taux d'activité parmi les 15 ans ou plus de 53,1 %.
Sur ces 335 actifs de 15 ans ou plus ayant un emploi, 56 travaillent dans la commune, soit 17 % des habitants. Pour se rendre au travail, 92,8 % des habitants utilisent un véhicule personnel ou de fonction à quatre roues, 1,5 % les transports en commun, 2,4 % s'y rendent en deux-roues, à vélo ou à pied et 3,3 % n'ont pas besoin de transport (travail au domicile).

### Activités hors agriculture
44 établissements sont implantés  à Pointis-de-Rivière au 31 décembre 2019. Le tableau ci-dessous en détaille le nombre par secteur d'activité et compare les ratios avec ceux du département,.
| Secteur d'activité                                                                                        | Commune | Commune | Département |
| Secteur d'activité                                                                                        | Nombre  | %       | %           |
| --- | ------- | ------- | ----------- |
| Ensemble                                                                                                  | 44      |         |             |
| Industrie manufacturière, industries extractives et autres                                                | 5       | 11,4 %  | (5,7 %)     |
| Construction                                                                                              | 9       | 20,5 %  | (12 %)      |
| Commerce de gros et de détail, transports, hébergement et restauration                                    | 11      | 25 %    | (25,9 %)    |
| Information et communication                                                                              | 1       | 2,3 %   | (4,1 %)     |
| Activités financières et d'assurance                                                                      | 1       | 2,3 %   | (3,8 %)     |
| Activités spécialisées, scientifiques et techniques et activités de services administratifs et de soutien | 8       | 18,2 %  | (19,8 %)    |
| Administration publique, enseignement, santé humaine et action sociale                                    | 7       | 15,9 %  | (16,6 %)    |
| Autres activités de services                                                                              | 2       | 4,5 %   | (7,9 %)     |

Le secteur du commerce de gros et de détail, des transports, de l'hébergement et de la restauration est prépondérant sur la commune puisqu'il représente 25 % du nombre total d'établissements de la commune (11 sur les 44 entreprises implantées à Pointis-de-Rivière), contre 25,9 % au niveau départemental.

### Agriculture
|               | 1988 | 2000 | 2010 | 2020 |
| ------------- | ---- | ---- | ---- | ---- |
| Exploitations | 22   | 16   | 14   | 9    |
| SAU (ha)      | 406  | 417  | 399  | 661  |

La commune est dans « La Rivière », une petite région agricole localisée dans le sud du département de la Haute-Garonne, constituant la partie piémont au relief plus doux que les Pyrénées centrales la bordant au sud et où la vallée de la Garonne s’élargit. En 2020, l'orientation technico-économique de l'agriculture sur la commune est la polyculture et/ou le polyélevage. Neuf exploitations agricoles ayant leur siège dans la commune sont dénombrées lors du recensement agricole de 2020 (22 en 1988). La superficie agricole utilisée est de 661 ha,,.

## Culture locale et patrimoine

### Lieux et monuments
- L'église Saint-Pierre-ès-Liens.
- Monument aux morts.
- Statue de Notre-Dame de Lourdes.
- Chapelle Notre-Dame de Cabanac ; sur la façade sont placées trois statues (de gauche à droite) : saint Jean-Baptiste, une piètà, saint Joseph avec l'Enfant Jésus.

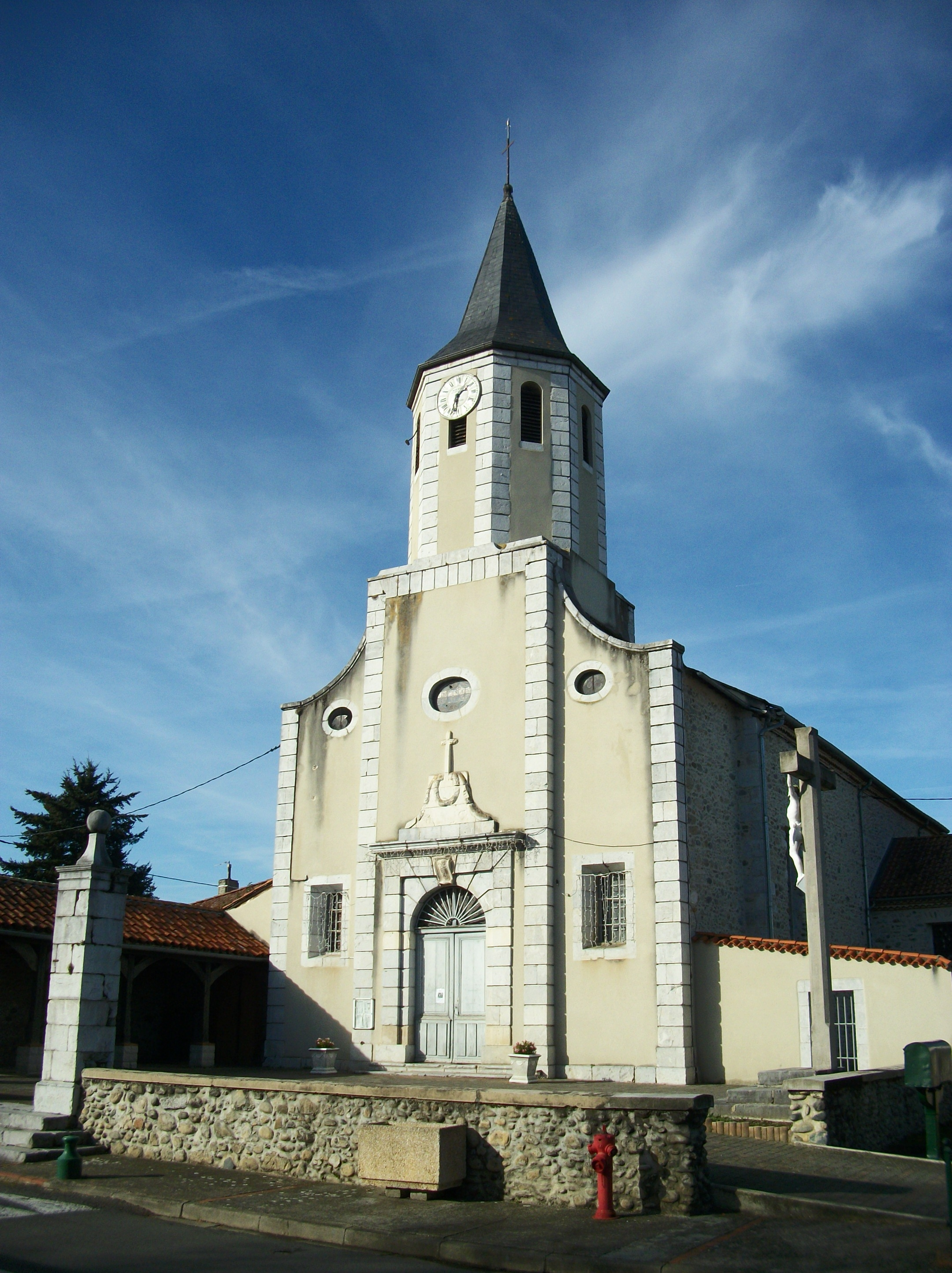
Église Saint-Pierre-ès-Liens.
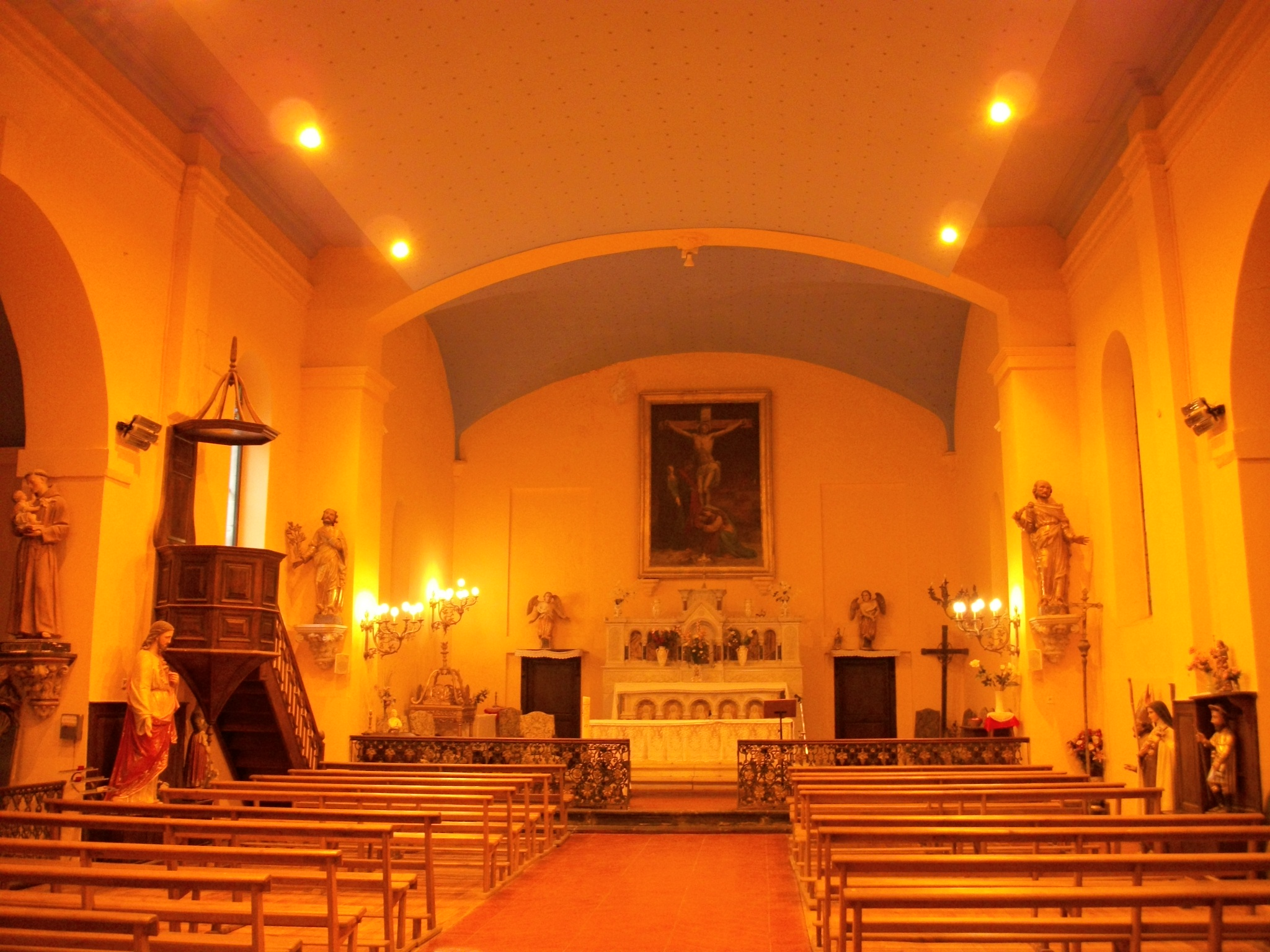
La nef et le chœur de l'église.
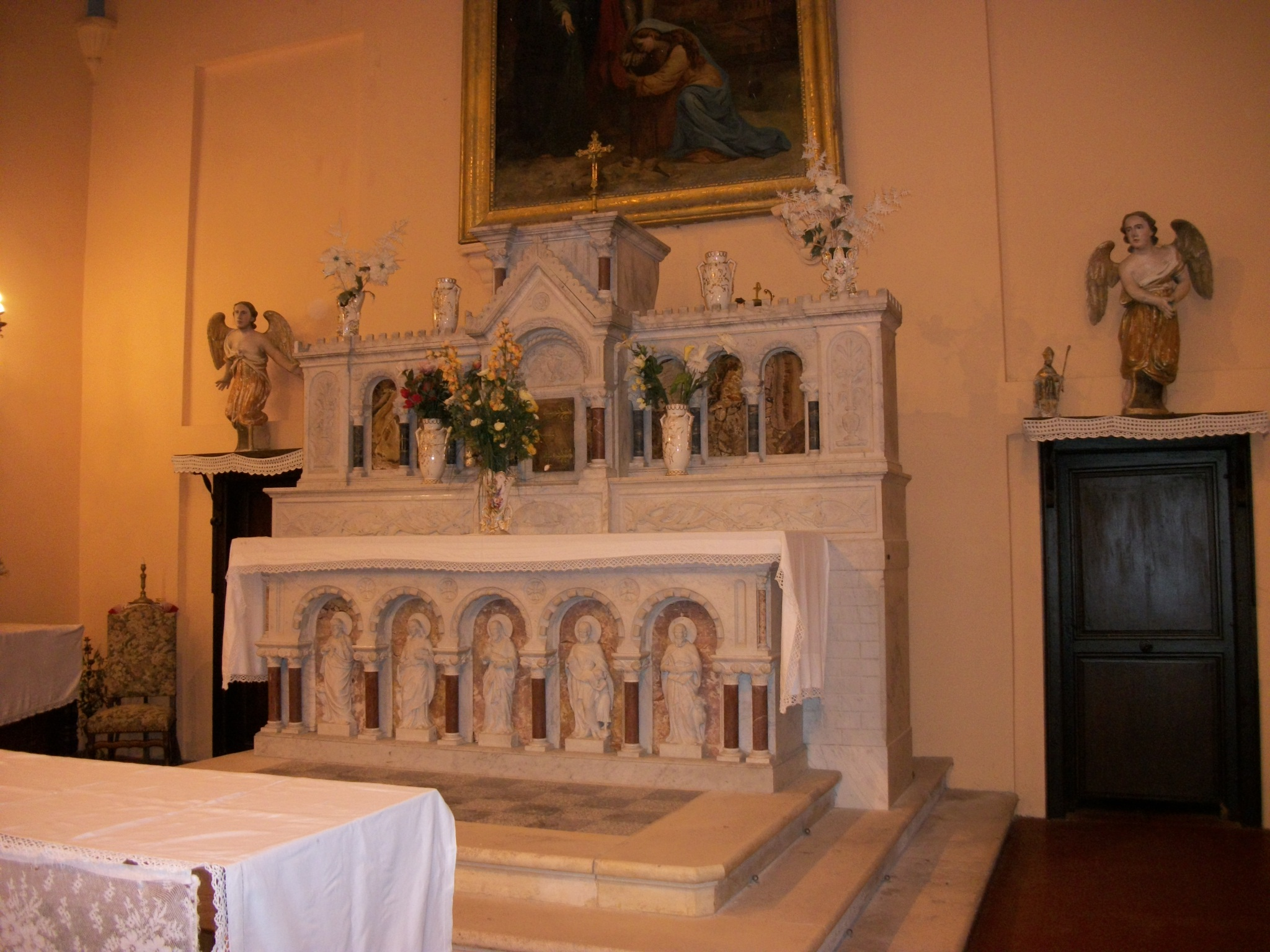
Le chœur. Le maître autel et tabernacle en marbre blanc. Ce maître autel était utilisé avant le concile vatican 2 lorsque le prêtre célébrait la messe dos aux fidèles.
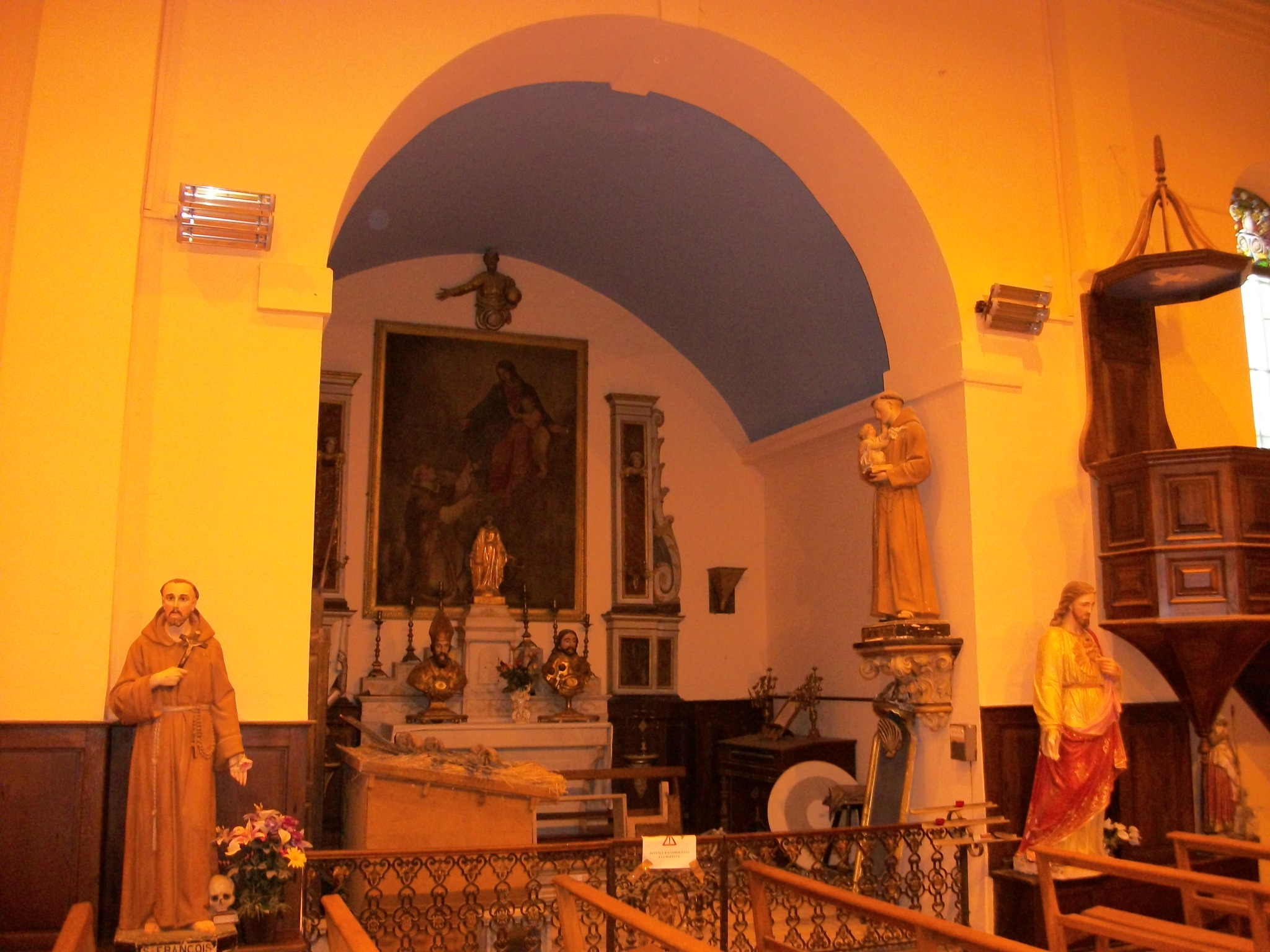
Chapelle de la Vierge Marie. Avec un tableau de la remise du rosaire à saint Dominique. L'autel et le tabernacle sont en marbre blanc. Sur l'autel sont placés deux bustes reliquaires, d'un évêque (saint Bertrand ?) et d'un saint (saint Roch ?).
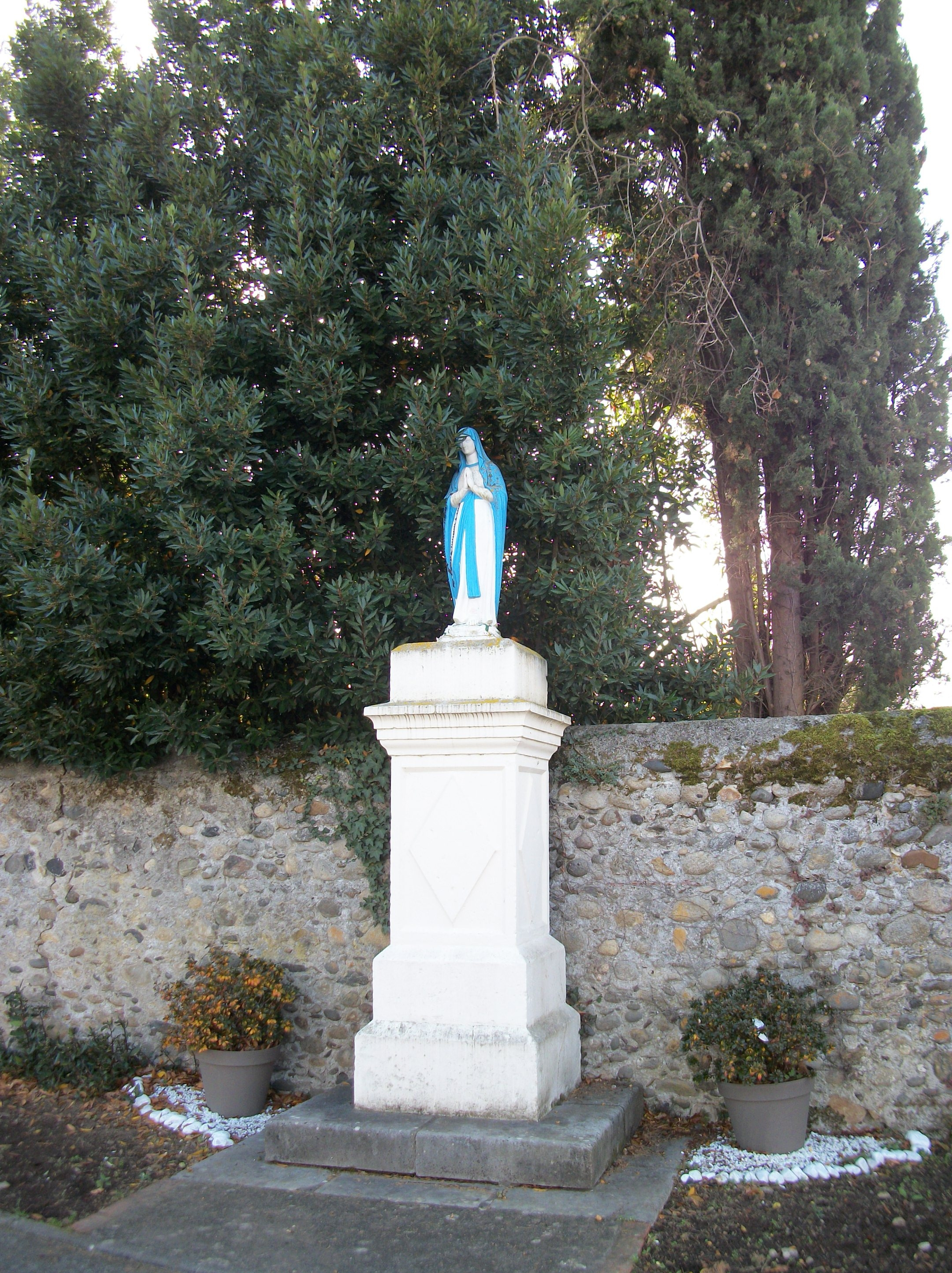
Statue de Notre-Dame de Lourdes.
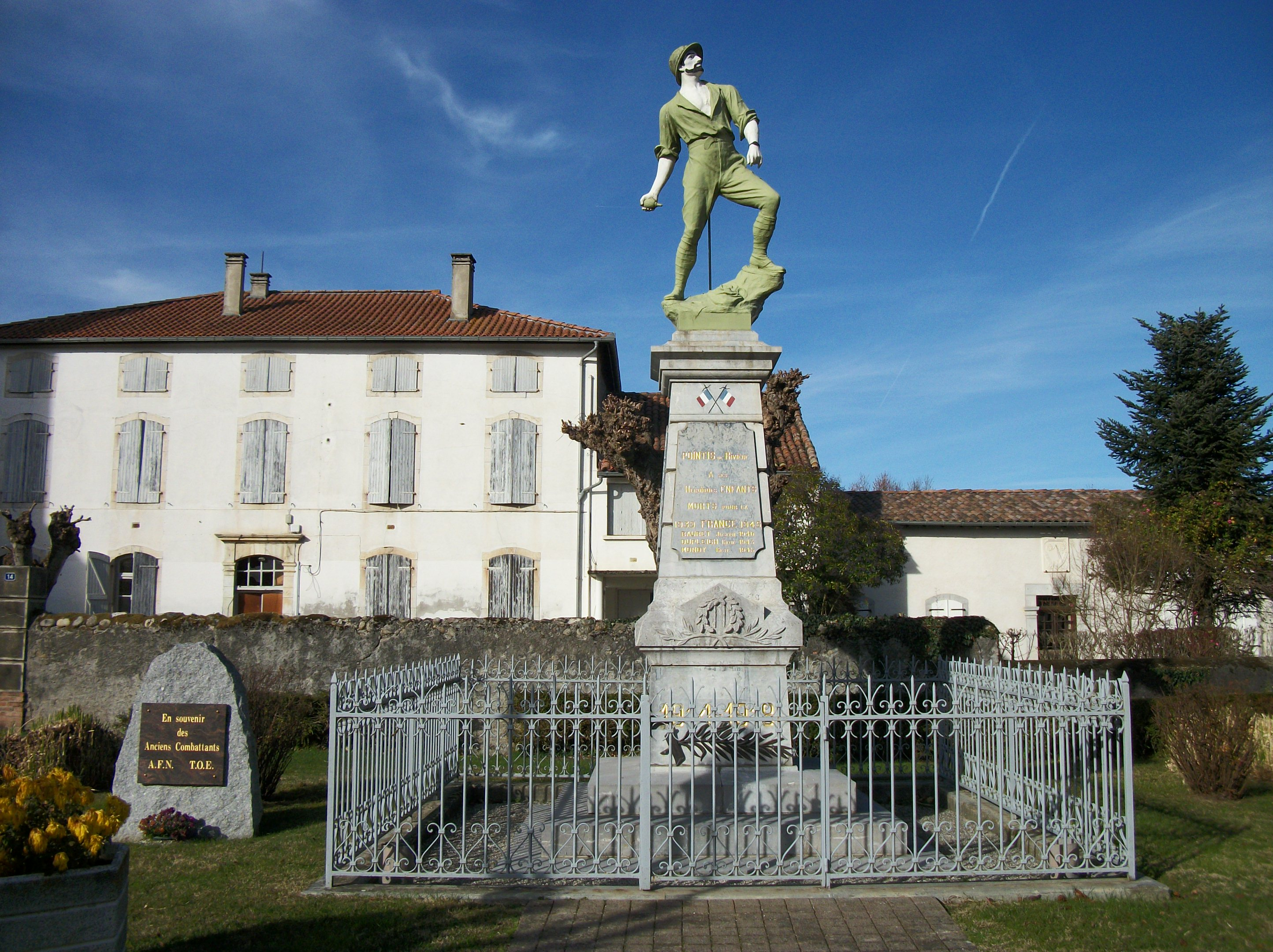
Monument aux morts.
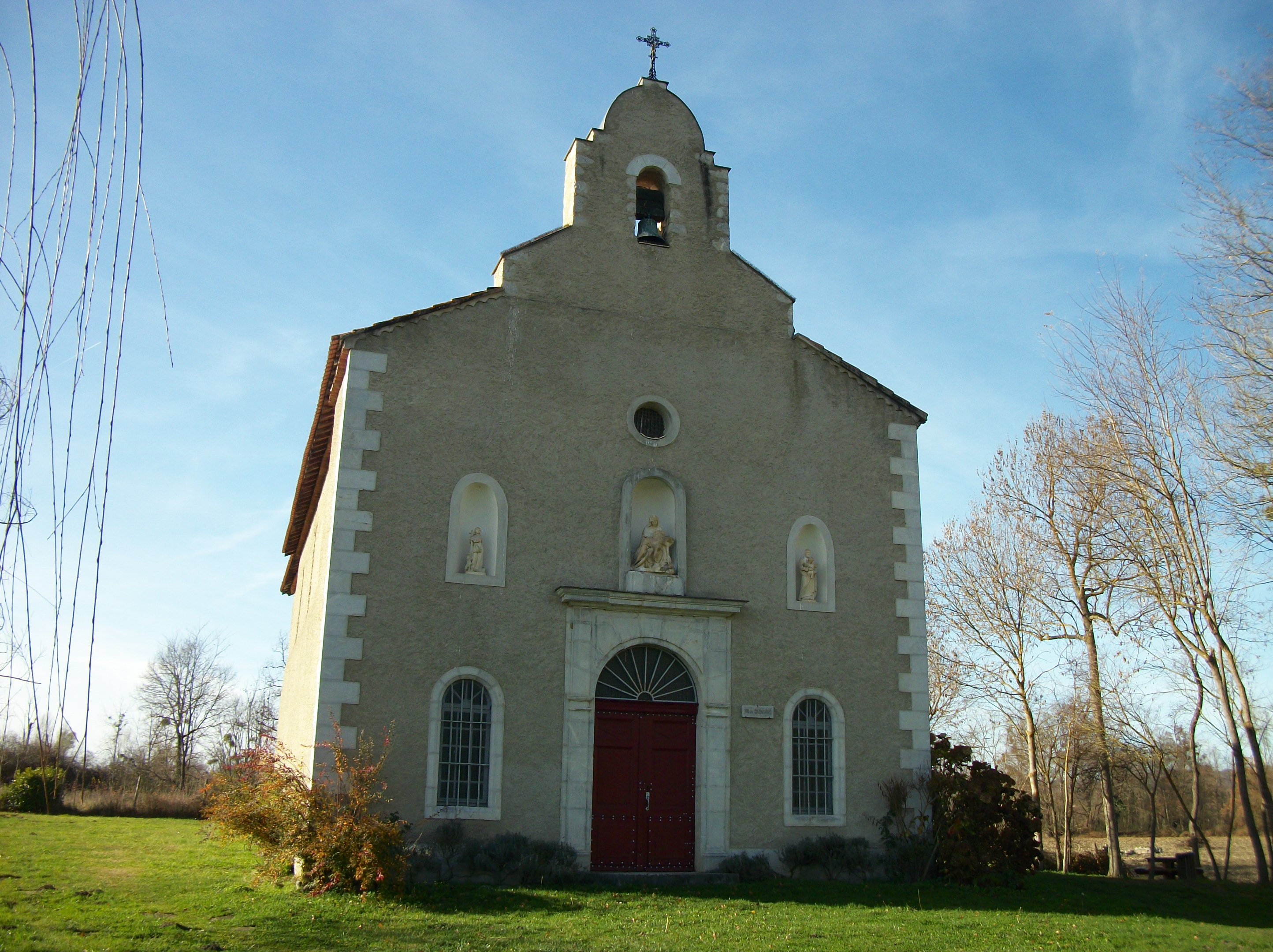
Chapelle de Notre-Dame de Cabanac.

### Personnalités liées à la commune
- Jean-Bernard de Pointis.